# Indie Recordings
Indie Recordings est un label indépendant norvégien de heavy metal, basé à Oslo.

## Histoire
La société est fondée en 2006 par les frères Espen et Erik Solheim Røhne, qui avaient fondé trois ans auparavant la société Tabu Recordings. Après le licenciement de plusieurs employés de Tabu Recordings, Indie Recordings est créée. En 2008 et 2010, le groupe Enslaved reçoit le Spellemannprisen dans la catégorie heavy metal pour les albums Vertebrae et Axioma Ethica Odini respectivement,. En 2011, Kvelertak reçoit le Spellemannprisen dans les catégories meilleur nouveau venu et meilleur groupe de rock.
En 2009, Indie Recordings annonce un partenariat avec The End Records, qui distribuent leurs albums aux États-Unis.

## Groupes et artistes
Groupes et artistes signés ou ayant signé au label (en 2012) : 
- 1349[5]
- Azusa
- Audrey Horne
- Borknagar
- Cronian
- Einherjer
- Enslaved
- Extol
- Funeral
- Fleshkiller
- Gehenna
- Gorgoroth (2012)[5]
- God Seed[5]
- Hacride
- In Vain
- Keep of Kalessin
- Kvelertak
- Legion of the Damned
- Mayhem (2012)[5]
- Nidingr[5]
- Red Harvest
- Sahg
- Sarke
- Satyricon
- Shining
- Solefald
- Stonegard
- Trinacria
- Vreid
- Wardruna